# The Roots
Pour les articles homonymes, voir Roots.
The Roots est un groupe de hip-hop américain, originaire de Philadelphie, Pennsylvanie. Il est influencé par d'autres genres musicaux tels que le jazz, le funk, le rock, la soul, et fondé  en 1987 par Black Thought et Questlove. Il est le groupe résident des programmes Late Night with Jimmy Fallon de 2009 à 2014 et de The Tonight Show Starring Jimmy Fallon depuis 2014 sur NBC.

## Biographie
Le groupe est une exception dans le milieu du hip-hop, par la présence d'instrumentistes sur scène et leur démarche sobre. Ils ont par ailleurs développé, dans le cadre de la conception d'albums, une technique consistant à sampler (échantillonner) la musique qu'ils jouent eux-mêmes en studio. Cette technique est également utilisée par le carré de producteurs The Soulquarians, formé par leur batteur Ahmir Thompson et James Poyser et le défunt producteur J Dilla, à la baguette de deux albums majeurs et aux sonorités très soul : Like Water for Chocolate de Common et Voodoo de D'Angelo.
Les numéros de pistes se suivent d'un album studio à l'autre. La liste de pistes du live The Roots Come Alive (1999) reprend pour chaque morceau son numéro original au détriment de l'ordre des pistes.
En 2003, les Roots font des duos avec Eminem pour le titre Lose Yourself lors des 45e Grammy Awards, mais aussi pour le titre Won't Back Down lors de la promotion de l'album Recovery d'Eminem. Les Roots sont invités en guest star sur l'album True Love de Toots and the Maytals, qui gagnera le Grammy du meilleur album reggae en 2004, et qui inclut de nombreux musiciens notables dont Willie Nelson, Eric Clapton, Jeff Beck, Trey Anastasio, Gwen Stefani / No Doubt, Ben Harper, Bonnie Raitt, Manu Chao, Ryan Adams, Keith Richards, Toots Hibbert, Paul Douglas, Jackie Jackson, Ken Boothe, et The Skatalites.
Les Roots multiplient les collaborations avec de nombreux artistes : Erykah Badu, Eve, Cody Chesnutt, Common, Talib Kweli, Nelly Furtado, Ol' Dirty Bastard, D'Angelo, Guru, J Dilla (alias Jay Dee), Musiq Soulchild, Amiri Baraka, DJ Jazzy Jeff, Phonte et Dice Raw, Devin the Dude, Jean Grae et Mack Dub, Monsters of Folk, John Legend, Mos Def, Wale et Chrisette Michele, CL Smooth, Bahamadia, Jill Scott, ou plus récemment Al Green. Questlove apparaît dans le clip de Duck Sauce Barbra Streisand.
Le 2 mars 2009, le groupe a entamé une collaboration dans l'émission de télévision Late Night with Jimmy Fallon diffusée sur NBC. En 2013, le groupe collabore avec Elvis Costello pour l'album Wise Up Ghost.
Depuis le 17 février 2014 la formation poursuit son mandat au sein du The Tonight Show starring Jimmy Fallon sur la même chaîne.
Les membres du groupe se sont liés d'amitié[Quand ?] avec le musicien Son Little à Philadelphie et l'ont encouragé à se produire sur scène.

## Membres

### Membres actuels
- Black Thought – chanteur (depuis 1987)
- Questlove – batterie (depuis 1987)
- Kamal Gray – clavier (depuis 1994)
- F. Knuckles – percussions (depuis 2001)
- Captain Kirk Douglas – guitare (depuis 2003)
- Tuba Gooding, Jr. (Damon Bryson) – sousaphone (depuis 2007)
- Mark Kelley – guitare basse (depuis 2011)
- James Poyser – clavier[6]

### Anciens membres
- Malik B. – rap (1987–1999)
- Kid Crumbs (Kenyatta Warren) – rap (1993)
- Rubberband (Josh Abrams) – basse (1992)
- Rahzel – beatbox (1995–2001)
- Dice Raw – rap (1995–2001) (collaborateur fréquent du groupe)
- Scott Storch – clavier (1993–1995)
- Ben Kenney – guitare, basse (2000–2003)
- Martin Luther McCoy – guitare, chant (2003–2004)
- Scratch – beatbox (1996–2003)
- Leonard « Hub » Hubbard  – basse (1992–2007)
- Owen Biddle – basse (2007–2011)

## Discographie

### Albums studio
- 1993 : Organix
- 1995 : Do You Want More?!!!??!
- 1996 : Illadelph Halflife
- 1999 : Things Fall Apart
- 2002 : Phrenology
- 2004 : The Tipping Point
- 2006 : Game Theory
- 2008 : Rising Down
- 2010 : How I Got Over
- 2011 : Undun
- 2014 : …And Then You Shoot Your Cousin

### Albums collaboratifs
- 2010 : Wake Up! (avec John Legend)
- 2011 : Betty Wright: The Movie (avec Betty Wright)
- 2013 : Wise Up Ghost (avec Elvis Costello)

### Mixtape
- 2010 : Dilla Joints

### Anecdote
- L'édition DVD de Star Wars, épisode III : La Revanche des Sith contient en bonus caché un mini clip de Yoda dansant Don't Say Nuthin'.